# 引野 (北九州市)
引野（ひきの）は福岡県北九州市八幡西区の地名。引野一丁目から三丁目の町がある。住居表示実施済み。郵便番号は806-0067。

## 地理
八幡西区の中央部に位置し、北に相生町，鉄王、北東に別所町、東に別当町、南東に市瀬、南に割子川、南西に養福寺町、西に竹末と接する。

## 地域の特徴
南縁及び東縁に沿って国道200号が、西縁に沿って県道11号有毛引野線が通っている。一丁目には国道200号と北九州高速4号線を繋ぐ黒崎出入口が存在しているが、黒崎駅からは3kmほど離れていることもあり、地元住民からは引野ICまたは引野口と呼ばれることも多い。二丁目には十二所神社が、三丁目には引野小学校，浄土真宗本願寺派教念寺がある。

## 歴史
古くから集落のあった場所で、昭和40年代前半の土地区画整理事業で市街地として整備された。この辺りには大字引野の字、神ノ木，道永，野中があり、それぞれ公園の名として残っている。

### 地名の由来
斉明天皇がこの地を巡幸された時、道路に布を敷いたことから引布の庄と呼ばれていたのが、後に引野に転訛したことが地名の由来といわれている。

### 沿革
- 1966年（昭和41年）5月1日 - 通称町名として引野一丁目 - 三丁目を設置[7]。
- 1973年（昭和48年）6月1日 - 引野一丁目 - 三丁目新設[8]。
- 1974年（昭和49年）4月1日 - 八幡区が八幡西区と八幡東区に分かれ、八幡区引野一丁目 - 三丁目は八幡西区引野一丁目 - 三丁目となる[9]。

### 町名の変遷
| 実施内容          | 実施年月日               | 実施後     | 実施前         |
| ----------------- | ------------------------ | ---------- | -------------- |
| 町名新設 住居表示 | 1973年（昭和48年）6月1日 | 引野一丁目 | 大字引野の一部 |
| 町名新設 住居表示 | 1973年（昭和48年）6月1日 | 引野二丁目 | 大字引野の一部 |
| 町名新設 住居表示 | 1973年（昭和48年）6月1日 | 引野三丁目 | 大字引野の一部 |

## 世帯数と人口
2025年（令和7年）3月31日現在（北九州市発表）の世帯数と人口は以下の通りである。
| 町         | 世帯数    | 人口    |
| ---------- | --------- | ------- |
| 引野一丁目 | 449世帯   | 924人   |
| 引野二丁目 | 240世帯   | 484人   |
| 引野三丁目 | 506世帯   | 1,013人 |
| 計         | 1,195世帯 | 2,421人 |

### 人口の変遷
国勢調査による人口の推移。
| 1995年（平成7年）  | 2,767人 | [ 11 ] |  |
| 2000年（平成12年） | 2,656人 | [ 12 ] |  |
| 2005年（平成17年） | 2,478人 | [ 13 ] |  |
| 2010年（平成22年） | 2,442人 | [ 14 ] |  |
| 2015年（平成27年） | 2,474人 | [ 15 ] |  |
| 2020年（令和2年）  | 2,417人 | [ 16 ] |  |

### 世帯数の変遷
国勢調査による世帯数の推移。
| 1995年（平成7年）  | 1,046世帯 | [ 11 ] |  |
| 2000年（平成12年） | 1,070世帯 | [ 12 ] |  |
| 2005年（平成17年） | 1,049世帯 | [ 13 ] |  |
| 2010年（平成22年） | 1,066世帯 | [ 14 ] |  |
| 2015年（平成27年） | 1,116世帯 | [ 15 ] |  |
| 2020年（令和2年）  | 1,067世帯 | [ 16 ] |  |

## 学区
市立小・中学校に通う場合、学区は以下の通りとなる。
| 町         | 街区 | 小学校               | 中学校               |
| ---------- | ---- | -------------------- | -------------------- |
| 引野一丁目 | 全域 | 北九州市立引野小学校 | 北九州市立引野中学校 |
| 引野二丁目 | 全域 | 北九州市立引野小学校 | 北九州市立引野中学校 |
| 引野三丁目 | 全域 | 北九州市立引野小学校 | 北九州市立引野中学校 |

## 交通

### バス
域内のバス停と系統は以下のとおりである。
| 運行事業者 | 運行事業者         | 西鉄バス北九州 | 西鉄バス北九州 | 西鉄バス北九州 | 西鉄バス北九州 | 西鉄バス北九州 | 西鉄バス北九州 | 西鉄バス北九州 | 西鉄バス北九州 | 西鉄バス北九州 | 西鉄バス北九州 | 西鉄バス北九州 | 西鉄バス北九州 | 西鉄バス北九州 |
| 系統       | 系統               | 40             | 41             | 53             | 74             | 74-1           | 75             | 76             | 80             | 82             | 143            | 150            | 快速           | エアポートバス |
| 停留所     | 引野小学校         |                |                |                |                |                |                |                | ○              | ○              |                |                |                |                |
| 停留所     | 十二所神社         |                |                |                |                |                |                |                | ○              | ○              |                |                |                |                |
| 停留所     | 引野二丁目         |                |                |                |                |                |                |                | ○              | ○              |                |                |                |                |
| 停留所     | 引野市民センター   |                |                |                |                |                |                |                | ○              | ○              |                |                |                |                |
| 停留所     | 引野一丁目         |                |                |                | ○              | ○              | ○              |                | ○              | ○              |                | ○              |                |                |
| 停留所     | 黒崎インター引野口 | ○              | ○              | ○              | ○              | ○              | ○              | ○              |                |                | ○              | ○              | ○              | ○              |

- 黒崎インター引野口に停車する高速バスについては引野口を参照。

### 道路
- 北九州高速道路4号線 黒崎出入口
- 国道200号
- 県道11号有毛引野線

## 施設

### 教育施設
- 北九州市立引野小学校

### 社会福祉施設
- 道永年長者いこいの家

### 寺社
- 十二所神社
- 浄土真宗本願寺派教念寺

### 公園
- 神ノ木公園
- 道永公園
- 引野公園
- 八幡野中公園